# Johan Örjefelt
Johan Örjefelt, Johan Tobias Örjefelt, född 4 april 1977 i Göteborg är en svensk skådespelare.

## Utbildningar
- 1996-1998 - KV konstskola
- 2000-2001 - Kulturamas skådespelarlinje
- 2002-2006 - Teaterhögskolan i Göteborg

## Filmografi
- Puss (kortfilm) (2001) [3]

## Teater

### Roller (ej komplett)
| År   | Roll    | Produktion         | Regi           | Teater               |
| ---- | ------- | ------------------ | -------------- | -------------------- |
| 2006 | Cléante | Den girige Molière | Erik Ståhlberg | Gunnebo slottsteater |